# Řád Lapu-Lapu
Řád Lapu-Lapu (filipínsky: Orden ni Lapu-Lapu) je vyznamenání za zásluhy udílené prezidentem Filipín úředníkům a zaměstnancům vlády i soukromým osobám jako uznání za neocenitelnou nebo mimořádnou službu v souvislosti s kampaní nebo jinou iniciativou prezidenta. Řád byl založen 7. dubna 2017. Jakožto prezidentské ocenění, které není zahrnuto v Kodexu vyznamenání Filipín, v hierarchii filipínských vyznamenání se řadí za Prezidentskou medaili za zásluhy.

## Třídy

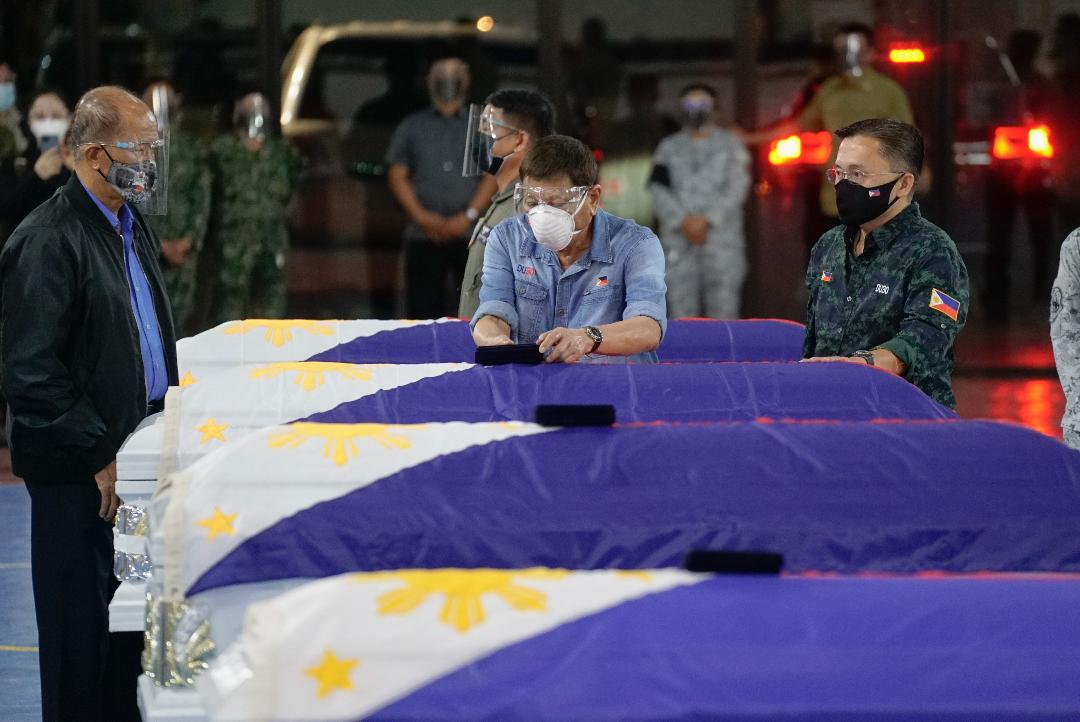
Filipínský prezident Rodrigo Guterte ve městě Zamboanga dne 5. července 2021 pokládá Řád Lupu-Lupu ve třídě medaile Kalasag na rakev padlého muže, který zemřel při letecké nehodě C130 v Sulu

Podle výkonného nařízení č. 17 podepsaného prezidentem Rodrigem Dutertem měl řád původně tři třídy, a to medaili Lapu-Lapu, medaili Kalasag a medaili Kampilan. Výkonné nařízení č. 35 zvýšilo počet těchto tříd na čtyři.

### Medaile Magalong
Medaile Magalong se udílí úředníkům a zaměstnancům vlády a soukromým osobám, které prokázaly mimořádné služby nebo výjimečným způsobem přispěly k úspěchu v rámci prezidentské kampaně či jiné iniciativy prezidenta.

### Medaile Kalasag
Medaile Kalasag se udílí úředníkům a zaměstnancům vlády a soukromým osobám, které přišly o život v přímém důsledku své účasti v rámci kampaně nebo jiné inciativy prezidenta.

### Medaile Kampilan
Medaile Kampilan se udílí úředníkům a zaměstnancům vlády a soukromým osobám, které byly vážně zraněné, utrpěly újmu na zdraví nebo utrpěly velké ztráty na majetku v přímém důsledku své účasti na kampani nebo kvůli jiné iniciativě prezidenta.

### Medaile Kamagi
Medaile Kamagi se udílí úředníkům a zaměstnancům vlády a soukromým osobám, které nespadají do žádné z výše uvedených tříd, ale aktivně se účastnily a významně přispěly k aktivitě během kampaně nebo jiné iniciativy prezidenta.

## Insignie
Řádový odznak je vyrobený z 99,9% stříbra se selektivní pozlacením v závislosti na dané třídě. Odznak vyrábí Centrální banka Filipín. Stuha je vyrobena z ručně tkané bavlny fialové barvy a je vyráběna družstevní nadací v Bontocu v provincii Mountain.

## Příjemci vyznamenání
Mezi těmi, kteří obdrželi řád, byli vojáci zabití a zranění při bombovém útoku v provincii Sulu v červnu 2019, zdravotníci, kteří evakuovali pacienty a novorozence z Filipínské všeobecné nemocnice uprostřed požáru, který v nemocnici vypukl. Řád obdrželo i mnoho sportovců, kteří se zúčastnili 31. her jihovýchodní Asie. Dále byl řád udělen 756 policistům, kteří v roce 2017 asistovali v bitvě o Marawi a 80 vojákům zapojeným do střetu s čínskou pobřežní stráží v Západním filipínském moři, ke kterému došlo v červnu 2024.